# Hieracium cymbifolium
Hieracium cymbifolium là một loài thực vật có hoa trong họ Cúc. Loài này được Purchas mô tả khoa học đầu tiên năm 1899.